# Harriet Hageman

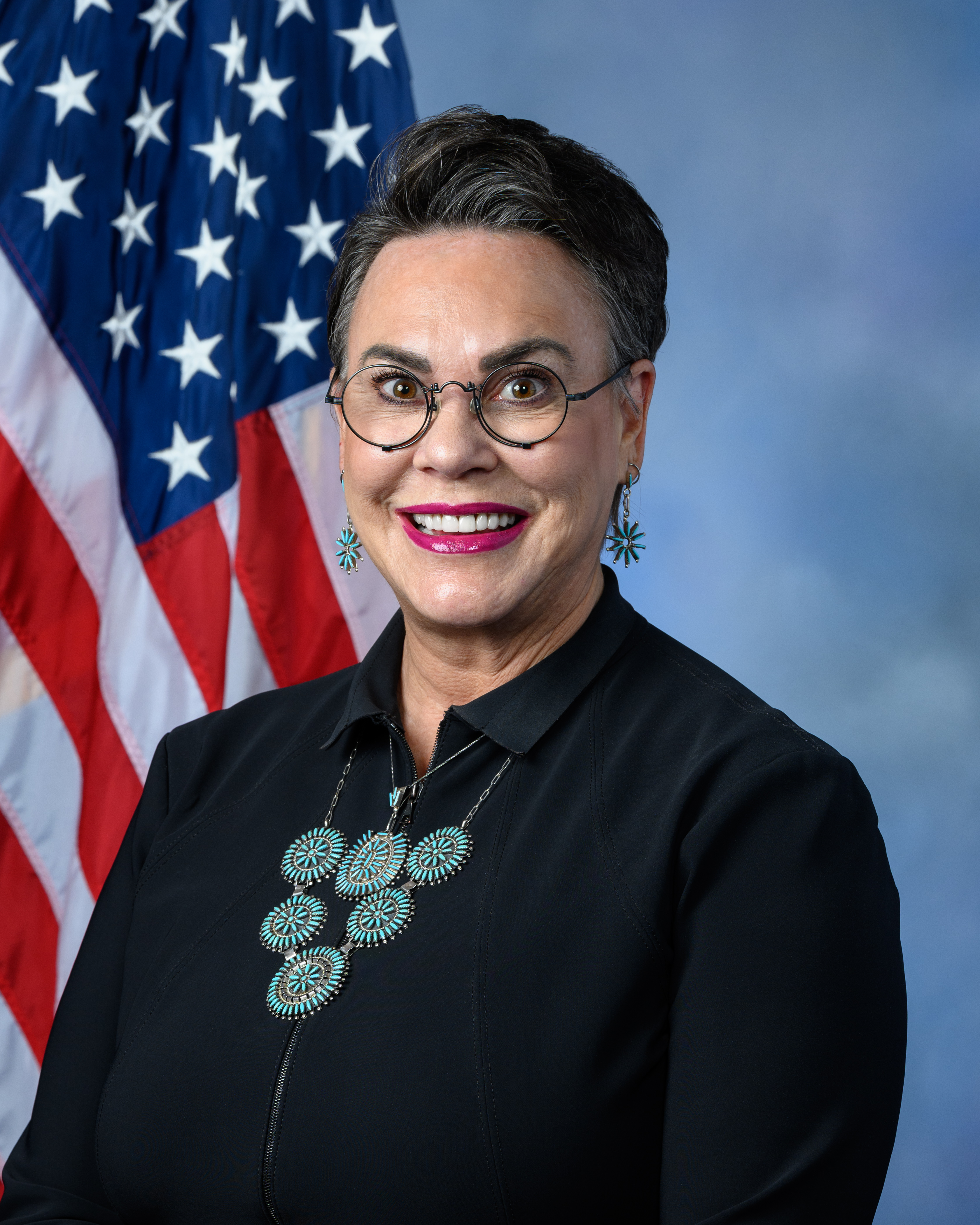
Harriet Hageman (2023)

Harriet Hageman (* 18. Oktober 1962 bei Fort Laramie, Wyoming) ist eine US-amerikanische Anwältin und Politikerin der Republikanischen Partei. Seit Januar 2023 vertritt sie den Bundesstaat Wyoming im US-Repräsentantenhaus.

## Leben
Hageman wurde am 18. Oktober 1962 als Tochter von James Hageman, einem Mitglied des Repräsentantenhauses von Wyoming, auf einer Ranch nahe Fort Laramie geboren, wo sie auch ihre Kindheit verbrachte. Sie besuchte die Lingle-Fort Laramie High School in Lingle und den Casper College in Casper, worauf sie 1986 einen Bachelor in Betriebswirtschaftslehre und 1989 einen Juris Doctor von der University of Wyoming erhielt. Ihre Karriere als Anwältin begann sie als judicial clerk im 10. Distrikt des United States Court of Appeals, worauf sie 2000 eine Anwaltskanzlei gründete. Seitdem sie 1997 im Fall Nebraska v. Wyoming, einem Disput um den North Platte River, Wyoming vertreten hatte, fokussierte sie sich juristisch auf die Nutzung von Wasserkörpern und natürlichen Ressourcen, vor allem in Wyoming, Nebraska und Colorado. Dabei trat sie vor allem gegen Naturschutz und die Bundesregierung an, wofür sie sich zum Beispiel 2001 bis 2003 im Personal des Attorney Generals von Wyoming für die Abschaffung der Roadless Rule, d. h. dem Verbot der Konstruktion von Straßen in bestimmten Naturschutzgebieten, erfolgreich engagierte und 2004 die Wyoming Conservation Alliance mitbegründete. Für diese Haltung wurde sie mehrfach von Naturschutzaktivisten kritisiert, die ihr als Anspielung auf den Film Der Zauberer von Oz den Spitznamen „die böse Hexe des Westens“ (englisch Wicked Witch of the West) verliehen. An der Central Michigan University hielt sie den Titel adjunct professor.
Sie ist mit dem Anwalt John Sundhal verheiratet.

## Politische Laufbahn
Hageman war 2016 und 2020 Delegierte zur Republican National Convention, dem Parteitag der Republikanischen Partei. Bei der Republican National Convention 2016 stellte sie sich gegen den Kandidaten Donald Trump und für Ted Cruz. Trump sei nämlich Xenophob, Rassist und der schwächste Kandidat, den die Republikanische Partei aufstellen könne. Nachdem Trump jedoch die Präsidentschaftswahl 2016 gegen die Kandidatin der Demokratischen Partei Hillary Clinton gewann und Präsident wurde, unterstützte Hageman ihn bei der Republican National Convention 2020. In einem Interview mit den New York Times aus dem Jahre 2021 kommentierte sie diese Entscheidung damit, dass sie die Lügen der Demokraten und der Trumpkritiker in den Reihen der Republikaner nach dessen Präsidentschaft durchschaut habe. Trump sei nämlich der „beste Präsident ihres Lebens“ (englisch greatest president of my lifetime) gewesen.
2018 kandidierte sie für den Posten der Gouverneurin von Wyoming, doch belegte sie in der republikanischen Vorwahl nur den dritten Platz. Dabei stießen im Wahlkampf besonders ihre Angriffe auf den Naturschutz auf Kritik. Der Sieger der Vorwahl, Mark Gordon, gewann anschließend auch die Gouverneurswahl.
Nachdem Trump nach der von ihm verlorenen Präsidentschaftswahl 2020 die Verschwörungstheorie verbreitete, dass die Demokraten die Wahl manipuliert hätten, regte sich auch in eigenen Reihen Kritik an ihm. Besonders die Parteigrößen Mitt Romney, Präsidentschaftskandidat in der Präsidentschaftswahl 2012 und Senator für Utah, und Liz Cheney, Tochter des ehemaligen Vizepräsidenten Dick Cheney und Vertreterin Wyomings im Repräsentantenhaus, stellten sich gegen den schon mehrmals für provokante rassistische und sexistische Aussagen aufgefallenen Trump. Dieser entschied sich jedoch, in den republikanischen Vorwahlen Trumpisten gegen seine innerparteilichen Kritiker aufzustellen, so auch Hageman gegen Cheney. Neben der klassischen trumpistischen Plattform um Themen wie der Verschwörungstheorie um demokratischen Wahlbetrug stellte sich Hageman als eine wahre Wyomingerin und Republikanerin dar – im Gegensatz zur „virginischen Republican In Name Only“ Cheney. Wie es sich schon in mehreren Umfragen angedeutet hatte, gewann Hageman klar mit fast zwei Dritteln der Stimme gegen die Amtsinhaberin Cheney. Auch in der Wahl zum Repräsentantenhaus konnte sie sich mit einem noch höheren Anteil der Stimmen im roten Staat Wyoming gegen ihre demokratische Gegnerin Lynnette Grey Bull durchsetzen. Sie wurde im Januar 2023 als Mitglied des 118. Repräsentantenhauses vereidigt. Diese Entwicklung beschreibt die Vanity Fair als charakteristisch für die Entwicklung der Republikanischen Partei zur Einmannpartei um Trump, obwohl sie ihn vorher eigentlich kritisierte.
In der Vorwahl zur Kongresswahl 2024 setzte sie sich gegen Steven Hellin durch, der zwei Jahre zuvor noch als Demokrat kandidiert hatte und sich gegen ein neues Kernkraftwerk ausgesprochen hatte. Hageman hatte unterdessen gefordert, den Grizzlybär von der Liste bedrohter Tierarten zu entfernen. Die Hauptwahl zum 119. Kongress gewann sie mit 71 Prozent der Stimmen.